# Wahlen 1873
◄◄ | ◄ | 1869 | 1870 | 1871 | 1872 | Wahlen 1873 | 1874 | 1875 | 1876 | 1877 | ► | ►►

Weitere Ereignisse
Die Liste der Wahlen 1873 umfasst Parlamentswahlen, Präsidentschaftswahlen, Referenden und sonstige Abstimmungen auf nationaler und subnationaler Ebene, die im Jahr 1873 weltweit abgehalten wurden.
Das damalige Wahlrecht entsprach typischerweise nicht den Wahlrechtsgrundsätzen der direkten, geheimen und gleichen Wahl. Zeittypisch waren oft nur kleine Teile der Bevölkerung wahlberechtigt, ein Frauenwahlrecht gab es nur eingeschränkt.

## Termine
| Land              | Datum       | Link zur Wahl 1873        | Link zur letzten Wahl | Bemerkung                                                               |
| ----------------- | ----------- | ------------------------- | --------------------- | ----------------------------------------------------------------------- |
| Österreich-Ungarn | Oktober     | Reichsratswahl            | 1870/71               |                                                                         |
| Preußen           | 28. Oktober | Parlamentswahl in Preußen | 1870                  | Neuwahl nach vorzeitiger Auflösung des Abgeordnetenhauses am 5. Oktober |